# 去甲替林
去甲替林（商品名Pamelor）是一种有机化合物，分子式C19H21N，为阿米替林的代谢产物，是一种三环类抗抑郁药（TCA）。